# Hamed Hadadi
Hamed Hadadi  (Perzijski: حامد حدادی; Ahvaz, 19. svibnja 1985.) iranski je profesionalni košarkaš. Igra na poziciji centra, a trenutačno je član NBA momčadi Memphis Grizzliesa. Hadadi je postao prvi Iranac koji će zaigrao u NBA ligi.  

## Karijera

### Iran
Hadadi je igrao u Iranskoj košarkaškoj Superligi za Paykan i Saba Battery. U kolovozu 2007. dok je još igrao u Iranu, Hadadi je odbio ponudu srpskog prvoligaša Partizana. Sa Saba Batteryjem osvojio je naslov azijskog klupskog prvaka 2008. godine. 

### NBA
Hadadi nije izabran na NBA draftu 2004. godine, ali je pažnju NBA klubova počeo plijeniti prije početka Olimpijskih igara u Pekingu 2008. Naime, odigrao je sjajan pripremni turnir u Salt Lake Cityu uoči Olimpijade. Iako je njegov Iran izgubio sve utakmice, Hadadi je oduševio sve skaute koji su se tada zatekli u Utahu, a dobre igre u Pekingu samo su upotpunile dojam. Bio je uvjerljivo najbolji igrač Irana u Pekingu, dok je Iran s druge strane bio uvjerljivo najgora momčad. Hadadi je imao 16.6 koševa, 11.2 skokova i 2.6 blokada u pet utakmica na Olimpijadi. Statistički je vjerojatno bio i najbolji igrač turnira, prvi skakač i bloker.
Memphis Grizzliesi su najbrže regirali od svih momčadi. U potrazi za pojačanjem ispod obruča potpisali su ugovor s Hadadijem, ali detalji ugovora nisu objavljeni u javnosti. Međutim, zbog loših odnosa vlasti u njegovoj zemlji s Amerikancima, došlo je do komplikacija, ali uspio je ishoditi dozvolu za privremeni rad u SAD-u. Na kraju su se komplikacije razriješile i Hadadi je ostao u Grizzliesima. Time je postao prvi Iranac koji je zaigrao u NBA ligi.
U prvoj pripremnoj utakmici Grizzliesa protiv Houston Rocketsa, Hadadi je postigao 4 poena za 17 minuta. U šest pripremnih utakmica prosječno je postizao 1.7 poena i 3.3 skoka po utakmici. U svojoj prvoj utakmici u NBA ligi protiv Phoenix Sunsa igrao je 4 minute, te s linije slob. bacanja postigao oba koša i sakupio jedan skok. Krajem studenoga Grizzliesi su Hadadija poslali u razvojnu D-League momčad Dakota Wizardse, da bi ga već početkom prosinca natrag vratili u svoju momčad. S 10 koševa, 8 skokova i jednom blokadom odigrao je utakmicu karijere i odveo svoju momčad do pobjede nad Golden State Warriorsima. U lipnju 2006. odbio je ponudu španjolskog euroligaša Barcelone u želji da se dokaže u NBA ligi, a Grizzliesi su mu ponudili novi ugovor od 1,5 milijuna dolara po sezoni koji vrijedi do 2013. goidne.

## NBA statistika

### Regularni dio
| Godina    | Klub    | Odig. uta. | Uta. poč. | Min. | 2P%  | 3P%  | Sl. bac.% | Skok. | Asist. | Ukr. lop. | Blok. | Poena |
| --------- | ------- | ---------- | --------- | ---- | ---- | ---- | --------- | ----- | ------ | --------- | ----- | ----- |
| 2008./09. | Memphis | 19         | 0         | 6.3  | .484 | .000 | .600      | 2.5   | .4     | .1        | .6    | 2.5   |
| Ukupno    |         | 19         | 0         | 6.3  | .484 | .000 | .600      | 2.5   | .4     | .1        | .6    | 2.5   |

## Vanjske poveznice
- Profil na NBA.com
- Profil na FIBA.com
- Profil u D-League
- Profil na ESPN.com